# Vita Nilen

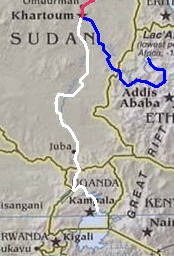
Vita och Blå Nilen.

Vita Nilen ( arabiska: النيل الأبيض, an-Nīl al-Ābyad) är en flod i Afrika. Den är tillsammans med Blå Nilen en av de två största bifloderna till Nilen. "Vita Nilen" bildas vid Lake No där Bahr al-Jabal och Bahr el-Ghazal rinner samman. Vita Nilen består av ca 3 700 km olika floder som rinner från Victoriasjön. Den anses ibland också börja vid Victoriasjöns källflöde.
När européer på 1800-talet sökte efter källan till Nilen var man huvudsakligen inriktade på Vita Nilen, som då var en del av det man kallade "mörkaste Afrika". Upptäckten av källan till Vita Nilen kom därför att symbolisera européers kunskapserövring av den okända djungeln.

## Flodens lopp

### Källflödet till Victoriasjön

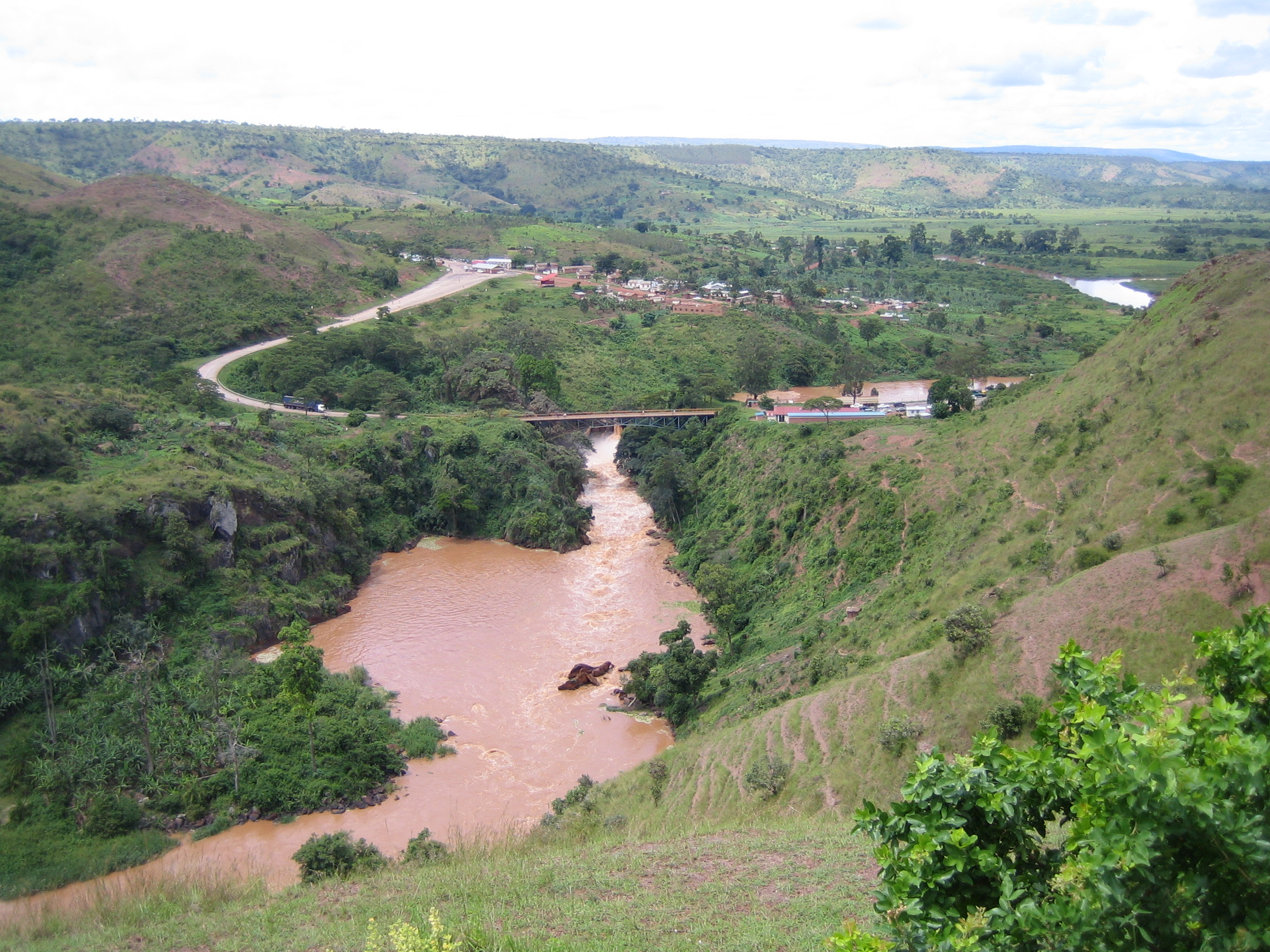
Rusumofallen gränsövergångarna över Kagerafloden. Tanzania är till vänster, Rwanda till höger.

Kagerafloden är det längsta tillflödet till Victoriasjön och räknas som  Nilens källflod.

### Uganda

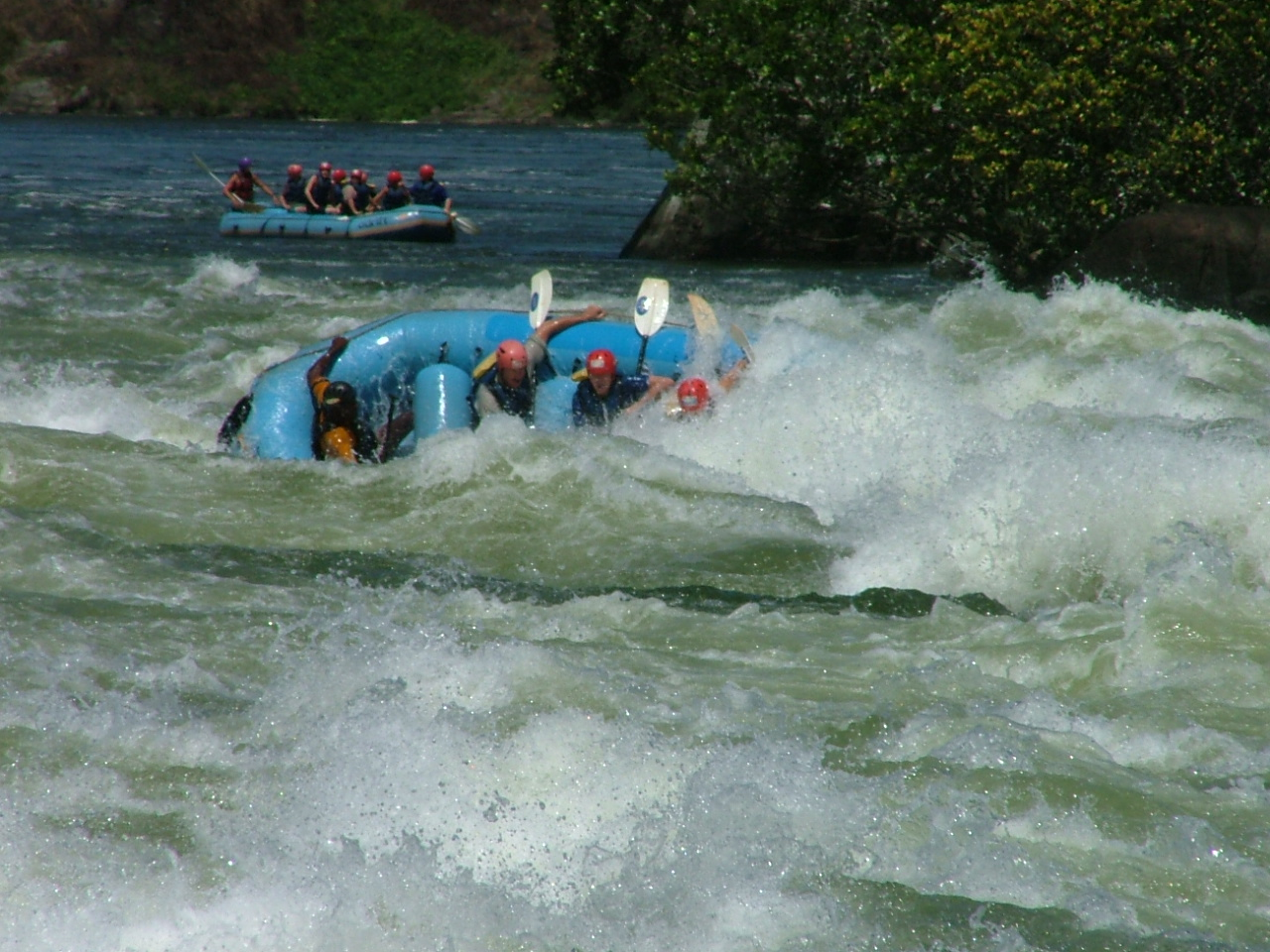
Forsränning i Bujagali nära utmynningen till Victorianilen.

Floden som kommer från Victoriasjön är känd som 'Victorianilen'. Efter Nalubaales kraftstation i början av floden, går den genom Bujagalifallet nära staden Jinja. Därefter rinner den norrut och västerut genom Uganda, matas in i Lake Kyoga i mitten av landet och går sedan västerut. Vid Karuma rinner floden under Karumabron (2°14′45.40″N 32°15′9.05″Ö / 2.2459444°N 32.2525139°Ö), vid sydöstra hörnet av Murchison Falls National Park.
Under en stor del av tiden för Herrens motståndsarmés uppror var Karumabron (byggd 1963), som byggdes för att underlätta för bomullsindustrin, en gemensam träffpunkt för transporter som skulle till Gulu, för att där samlas i konvoj innan de med hjälp av militär eskort kunde fortsätta norrut. År 2006 godkände Världsbanken ett 200 MW vattenkraftprojekt några kilometer norr om bron, som var planerat att slutföras 2009.
Strax före Albertsjön komprimeras floden till en passage som är sju meter på bredden i Murchison Falls, vilken utmärker den västra ingången till östafrikanska gravsänkesystemet. Floden rinner ut från Albertsjön i Demokratiska Republiken Kongo.

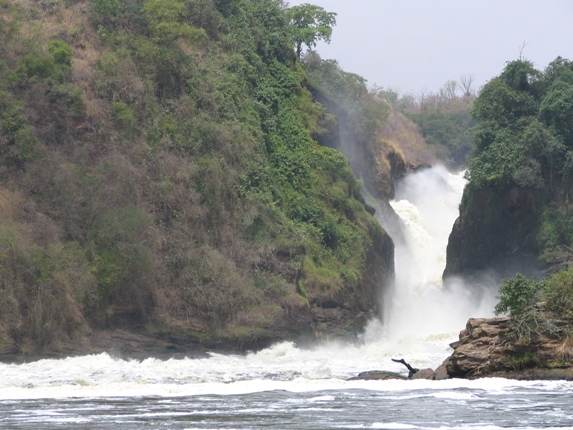
Murchisonfallen i Murchison Falls National Park

### Sydsudan och Sudan
Floden fortsätter norrut till Nimule där den går in i Sydsudan och går där under namnet Bahr al-Jabal ("Floden i bergen", ibland 'Bergsnilen'). Bahr al-Jabal var det tidigare namnet på delstaten al-Istiwa'iyya al-Wusta. Bahr al-Jabal går genom Juba som är huvudstaden i Sydsudan och fortsätter till det stora träsket Sudd, för att så småningom nå Lake No, där den går samman med Bahr al-Ghazal och blir Vita Nilen. Floden Bahr el-Zeraf är en avgrening av Bahr al-Jabal och flyter genom Sudd för att sedan bli en del av Vita Nilen.
Jongleikanalen är/var ett projekt för att leda Vita Nilens vatten i en separat fåra förbi Suddträsken, med syftet att öka vattenföringen nedströms träsken. Projektet har på senare år avstannat, delvis på grund av militära konflikter inom Sudan och det senare bildade Sydsudan. Projektet skulle också bidragit till uttorkning av de för växt- och djurlivet viktiga träskmarkerna.
Floden går därefter in i Sudan och förenas med Blå Nilen vid Khartoum, huvudstaden i Sudan. Därefter kallas den gemensamma floden helt enkelt Nilen.